# Julie Dachez
Pour les articles homonymes, voir Dachez.
Julie Dachez (/ʒy.li da.ʃe/), née le 5 février 1985, est une docteure en psychologie sociale, conférencière et militante pour les droits des personnes autistes française. Elle est l'auteure de La Différence invisible et de Dans ta bulle ! et L'autisme autrement : Rompre avec la vision médicale, embrasser la neurodiversité.

## Biographie
Julie Dachez effectue ses études dans une école de commerce et travaille quatre ans en entreprise. Après des recherches personnelles, elle est diagnostiquée avec le syndrome d'Asperger à 27 ans en 2012 dans un centre ressources autisme,. Elle oriente alors ses activités sur ce thème, crée un blog, réalise des vidéos sur YouTube et entame une thèse de doctorat en psychologie sociale sur le sujet de l'autisme. Elle est la première personne ouvertement autiste à soutenir une thèse sur le sujet en France, en 2016, Envisager l'autisme autrement : une approche psychosociale.

## Positions sur l'autisme
Julie Dachez voit en l'autisme « une différence de fonctionnement pathologisée par une société obsédée par la normalité », qu'elle envisage du point de vue social et non médical, principalement sur le plan de la stigmatisation et de la discrimination subies par les personnes autistes, affirmant davantage souffrir des préjugés des autres à l'égard de l'autisme et de l'inadéquation entre les structures sociales et ses besoins plutôt que du fait d'être elle-même autiste,.
Elle considère également que les intérêts spécifiques des personnes autistes relèvent de stratégies de coping (adaptation à l'environnement).
Elle décrit l'autisme chez les femmes comme une « double peine », en raison du biais de genre lié aux manifestations plus subtiles des troubles autistiques chez les femmes et au fait que les critères de diagnostic de l'autisme ont été élaborés à partir de cas masculins, ce qui conduit les femmes à une errance diagnostique,.

## Activités
Elle publie deux ouvrages au sujet de l'autisme. Le premier, La Différence invisible, sorti en 2016, est une bande dessinée autobiographique coécrite avec Mademoiselle Caroline. Il reçoit un accueil critique très favorable, en raison tant de sa valeur didactique que de son traitement narratif et esthétique,. Le second, Dans ta bulle !, sorti en 2018 et préfacé par Josef Schovanec, relate sous forme d'essai et de récit les expériences de plusieurs personnes adultes et autistes sans déficience intellectuelle,.
Elle donne des conférences au sujet de l'autisme et milite notamment pour vaincre les préjugés liés à l'autisme et faire avancer les droits des personnes autistes. Dans ce cadre, elle participe notamment en tant que conférencière à la Journée mondiale de sensibilisation à l'autisme en 2018, faisant salle comble. En 2019, elle s'engage de nouveau lors de cette journée, cette fois dans le cadre des PEP 12 (Pupilles de l'enseignement public).
Julie Dachez joue dans le film « Différente » (sorti en juin 2025, réalisé par Lola Doillon) ; elle y incarne (aux côtés d’autres expertes comme Fabienne Casalis qui joue le rôle de la Professeure Béranger), le rôle de Romane Vainedeau, qui dans le film contribuera à éclairer le personnage de Katia, sur le chemin d'un diagnostic d'autisme,.

## Ouvrages
- Julie Dachez (ill. Mademoiselle Caroline), La Différence invisible, Paris, Delcourt, coll. « Mirages », 2016, 196 p. (ISBN 978-2-7560-7267-8).
- Julie Dachez, Dans ta bulle !, Vanves, Marabout, 2018, 256 p. (ISBN 978-2-501-12911-4).
- * Julie Dachez, L’autisme, autrement : Rompre avec la vision médicale, embrasser la neurodiversité, Nantes, Independently published, 2024, 245 p.  (ISBN 979-8-3413-0115-3).

## Publications
- Julie Dachez, André N’Dobo et Oscar Navarro Carrascal, « Représentation sociale de l’autisme », Les Cahiers Internationaux de Psychologie Sociale, vol. 4, no 112,‎ 2016, p. 477-500 (DOI 10.3917/cips.112.0477, lire en ligne).
- Julie Dachez, Andre Ndobo et Anaïs Ameline, « French Validation of the Multidimensional Attitude Scale Toward Persons with Disabilities (MAS): The Case of Attitudes Toward Autism and Their Moderating Factors », Journal of Autism and Developmental Disorders, vol. 45, no 8,‎ août 2015, p. 2508–2518 (DOI 10.1007/s10803-015-2417-6).